# Transparent Network Substrate
Transparent Network Substrate (TNS) ist eine proprietäre Netzwerktechnologie von Oracle und dient in einem Rechnernetz zum Herstellen von Peer-to-Peer-Verbindungen zwischen Rechnern, wo dies auf Maschinenebene nicht möglich ist. Es stellt für den Anwender eine transparente Netzwerkschicht zur Verfügung, die ein heterogenes Netzwerk mit einem Satz unterschiedlicher Netzwerkprotokolle wie ein homogenes Netzwerk erscheinen lässt. An diese transparente Schicht lassen sich verschiedene andere Netzwerkprotokolle koppeln. Protokollen höherer Ebenen stellt es wie beim OSI-Modell unterschiedliche Dienste zur Verfügung.
Das TNS dient insbesondere zur Kommunikation mit Oracle-Datenbanken.